# Otrjad Trubačёva sražaetsja
Otrjad Trubačёva sražaetsja (Отряд Трубачёва сражается) è un film del 1957 diretto da Il'ja Abramovič Frėz.